# Chapuis Armes
Chapuis Armes est une entreprise française qui fabrique notamment des armes à feu.
Elle est notamment connue pour avoir repris la fabrication des revolvers Manurhin MR 73 et Special police F1 qui équipaient la police française jusqu'au début des années 2000.

## Historique
Créée après-guerre, au début du XXe siècle, Chapuis est une entreprise familiale. Elle est connue pour ses fusils de chasse express artisanaux et semi-artisanaux, notamment leur réglage de convergence breveté. Elle dispose d’un savoir-faire en matière de fabrication d’armes rayées.[réf. souhaitée]
En 1998, Chapuis rachète les outils de production des revolvers MR 73 et MR 88 au groupe Manurhin. Elle assure la maintenance et la fourniture de pièces détachées à la police française jusqu'au remplacement des revolvers Manurhin par le pistolet Sig-Sauer Pro 2022.
En 2019, la majorité du capital est reprise par le groupe Italien Beretta.

## Produits

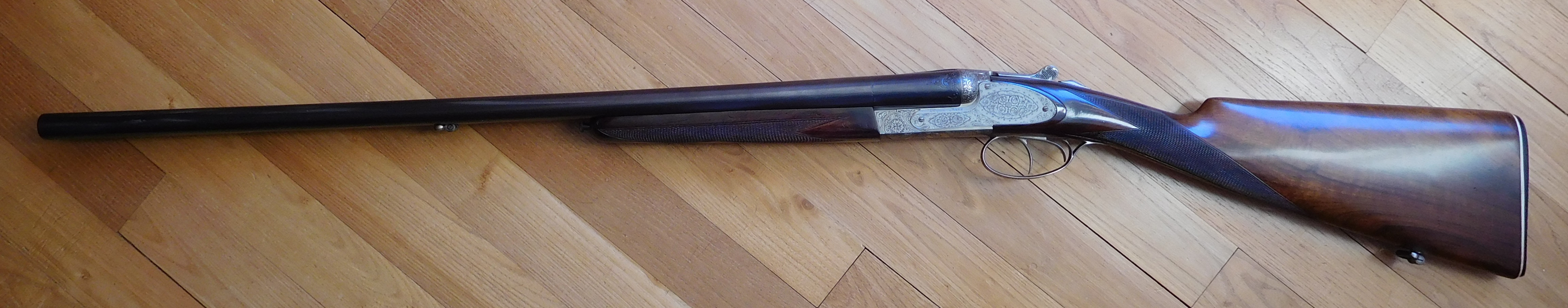
Fusil de chasse Chapuis Progress, avec gravure en taille-douce.

La gamme de produits de l'entreprise comprend des carabines express superposées et juxtaposées, des carabines linéaires ROLS, et des revolvers Manurhin qui complètent l’offre du Groupe Beretta Holding.[réf. souhaitée]